# Патрушев Олег Миколайович
Оле́г Микола́йович Па́трушев — солдат Збройних сил України, учасник війни на сході України,

## Нагороди
- 6 жовтня 2014 року — за особисту мужність і героїзм, виявлені у захисті державного суверенітету та територіальної цілісності України, вірність військовій присязі під час російсько-української війни, відзначений — нагороджений орденом «За мужність» III ступеня.